# Olympische Sommerspiele 2024/Schießen – Skeet (Mixed)
Der mit Schrotflinte ausgetragene Schießwettbewerb Skeet im Mixed Team bei den Olympischen Spielen 2024 von Paris fand am 5. August 2024 im Centre National de Tir Sportif in Déols statt.
Olympiasieger wurde das italienische Team Diana Bacosi / Gabriele Rossetti.

## Titelträger
Dieser Wettbewerb war an Stelle des bei den Olympischen Spielen von Tokio ausgetragenen Wettbewerbs Trap Mixed Team hier erstmals im Programm der Olympischen Spiele.
| Weltmeisterschaften 2023       | Baku             | Austen Smith / Vincent Hancock          |
| Afrikameisterschaften 2023     | Kairo            | Amira Aboushokka / Omar Hesham Ibrahim  |
| Panamerikameisterschaften 2024 | Santo Domingo    | Julia Florence Nelson / Phillip Jungman |
| Asienmeisterschaften 2024      | Kuwait           | Jiang Yiting / Wu Yunxuan               |
| Europameisterschaften 2024     | Lonato del Garda | Lucie Anastassiou / Eric Delauny        |
| Ozeanienmeisterschaften 2023   | Brisbane         | Chloe Tipple / Bary Washbourne          |

## Qualifikation
Startberechtigt waren alle Teams, die ein Nationales Olympisches Komitee aus einer Teilnehmerin des Wettbewerbs Skeet Frauen und einem Teilnehmer des Wettbewerbs Skeet Männer bilden konnte. Von insgesamt 34 NOKs über beide Einzelwettbewerbe durften 12 NOKs ein Team und 2 NOKs zwei Teams an den Start bringen.

## Ergebnisse
Zur Bestimmung der Finalteilnehmer fand am 5. August 2024 auf drei Wurfscheibenanlagen des "Châteauroux Shooting Centre" ein als "Qualifikation" bezeichneter Auswahlkampf statt. Jeder Teilnehmer schoss 3 Runden à 25 Wurfscheiben. Die Summe der von beiden Teammitgliedern getroffenen Wurfscheiben entschied über die Platzierung des Teams (Gleichstandsbrechung über die Serien- bzw. Schusspaare in umgedrehter Reihenfolge). Bei Gleichständen auf den ersten vier Plätzen entschied ein Shoot-Off (Stechen) der betroffenen Teams in Runden à 2 Wurfscheiben je Schütze über die Teilnahme am Finale. Die in der Wertung auf dem dritten und vierten Platz rangierenden Teams qualifizierten sich für das Match um die Bronzemedaille; die auf dem ersten und zweiten Platz rangierenden Teams qualifizierten sich für das Match um die Goldmedaille.
Das Finale fand am gleichen Tag im "Châteauroux Schooting Center" in zwei Begegnungen statt, wobei zuerst das Match um die Bronzemedaille ausgetragen wurde und anschließend das Match um Silber- und Goldmedaille. Alle Teilnehmer eines Medaillenmatches schossen in festgelegter Reihenfolge je zweimal von den drei mittleren Positionen, jedes Mal 2×2 Wurfscheiben (insgesamt 48 je Team). Das Team mit mehr Treffern gewann das Match.

### Qualifikation
Diana Bacosi und Gabriele Rossetti stellten den von Austen Smith und Vincent Hancock bei den Weltmeisterschaften 2023 aufgestellten Weltrekord ein. Wegen der erstmaligen Austragung des Wettbewerbs stellten Bacosi und Rossetti automatisch den Olympischen Rekord auf.
| Rang | Nation/Team          | Athleten               | Serien | Serien | Serien | Gesamt | Shoot-off | Anmerkungen |
| Rang | Nation/Team          | Athleten               | 1      | 2      | 3      | Gesamt | Shoot-off | Anmerkungen |
| ---- | -------------------- | ---------------------- | ------ | ------ | ------ | ------ | --------- | ----------- |
| 1    | Italien 1            | Diana Bacosi           | 24     | 25     | 25     | 149    |           | Goldmatch   |
| 1    | Italien 1            | Gabriele Rossetti      | 25     | 25     | 25     | 149    |           | Goldmatch   |
| 2    | Vereinigte Staaten 1 | Austen Smith           | 25     | 23     | 25     | 148    |           | Goldmatch   |
| 2    | Vereinigte Staaten 1 | Vincent Hancock        | 25     | 25     | 25     | 148    |           | Goldmatch   |
| 3    | China                | Jiang Yiting           | 25     | 25     | 24     | 146    | +4        | Bronzematch |
| 3    | China                | Lyu Jianlin            | 23     | 24     | 25     | 146    | +4        | Bronzematch |
| 4    | Indien               | Maheshwari Chauhan     | 24     | 25     | 25     | 146    | +3        | Bronzematch |
| 4    | Indien               | Anantjeet Singh Naruka | 25     | 23     | 24     | 146    | +3        | Bronzematch |
| 5    | Italien 2            | Martina Bartolomei     | 24     | 23     | 23     | 144    |           | 48          |
| 5    | Italien 2            | Tammaro Cassandro      | 25     | 24     | 25     | 144    |           | 48          |
| 6    | Vereinigte Staaten 2 | Dania Vizzi            | 24     | 25     | 23     | 144    |           | 47          |
| 6    | Vereinigte Staaten 2 | Conner Prince          | 24     | 24     | 24     | 144    |           | 47          |
| 7    | Südkorea             | Jang Kook-hee          | 24     | 25     | 22     | 144    |           | 46          |
| 7    | Südkorea             | Kim Min-soo            | 25     | 24     | 24     | 144    |           | 46          |
| 8    | Tschechien           | Barbora Šumová         | 22     | 23     | 23     | 143    |           | 48          |
| 8    | Tschechien           | Jakub Tomeček          | 25     | 25     | 25     | 143    |           | 48          |
| 9    | Frankreich           | Lucie Anastassiou      | 24     | 24     | 21     | 143    |           | 45          |
| 9    | Frankreich           | Éric Delaunay          | 25     | 25     | 24     | 143    |           | 45          |
| 10   | Deutschland          | Nele Wißmer            | 22     | 24     | 23     | 142    |           |             |
| 10   | Deutschland          | Sven Korte             | 23     | 25     | 25     | 142    |           |             |
| 11   | Australien           | Aislin Jones           | 24     | 23     | 21     | 141    |           |             |
| 11   | Australien           | Joshua Bell            | 25     | 24     | 24     | 141    |           |             |
| 12   | Kasachstan           | Assem Orynbay          | 23     | 24     | 23     | 140    |           |             |
| 12   | Kasachstan           | Eduard Yechshenko      | 23     | 24     | 23     | 140    |           |             |
| 13   | Griechenland         | Emmanouela Katzouraki  | 22     | 23     | 22     | 139    |           | c)          |
| 13   | Griechenland         | Efthimios Mitas        | 24     | 24     | 24     | 139    |           | c)          |
| 14   | Peru                 | Daniella Borda         | 21     | 23     | 24     | 139    |           | c)          |
| 14   | Peru                 | Nicolás Pacheco        | 25     | 24     | 22     | 139    |           | c)          |
| 15   | Schweden             | Victoria Larsson       | 21     | 23     | 23     | 136    |           |             |
| 15   | Schweden             | Marcus Svensson        | 23     | 24     | 22     | 136    |           |             |

c) = Gleichstandsbrechung durch Vergleich der letzten einzelnen Schüsse

### Begegnung um Bronze
| Rang | Nation / Team | Athleten               | 1 | 2 | 3 | 4 | 5 | 6 | Summe |
| ---- | ------------- | ---------------------- | - | - | - | - | - | - | ----- |
| 3    | China         | Jiang Yiting           | 4 | 1 | 3 | 4 | 4 | 4 | 44    |
| 3    | China         | Lyu Jianlin            | 4 | 4 | 4 | 4 | 4 | 4 | 44    |
| 4    | Indien        | Maheshwari Chauhan     | 4 | 3 | 3 | 3 | 4 | 4 | 43    |
| 4    | Indien        | Anantjeet Singh Naruka | 3 | 3 | 4 | 4 | 4 | 4 | 43    |

### Begegnung um Gold
| Rang | Nation / Team        | Athleten          | 1 | 2 | 3 | 4 | 5 | 6 | Summe |
| ---- | -------------------- | ----------------- | - | - | - | - | - | - | ----- |
| 1    | Italien 1            | Diana Bacosi      | 4 | 4 | 3 | 4 | 3 | 4 | 45    |
| 1    | Italien 1            | Gabriele Rossetti | 4 | 4 | 4 | 4 | 4 | 3 | 45    |
| 2    | Vereinigte Staaten 1 | Austen Smith      | 3 | 4 | 3 | 3 | 4 | 4 | 44    |
| 2    | Vereinigte Staaten 1 | Vincent Hancock   | 4 | 4 | 4 | 4 | 3 | 4 | 44    |